# بطولة أمم أوقيانوسيا لكرة السلة 1987
بطولة أمم أوقيانوسيا لكرة السلة 1987 أقيمت في نيوزيلندا. بمشاركة 3 فرق. فازت أستراليا بالبطولة للمرة الـ 8.

## الفرق التي لم تشارك
| - ساموا الأمريكية - جزر كوك - ميكرونيسيا - فيجي - غوام - كيريباتي - جزر مارشال - ناورو - كاليدونيا الجديدة | - جزيرة نورفولك - جزر ماريانا الشمالية - بالاو - بابوا غينيا الجديدة - ساموا - جزر سليمان - تونغا - توفالو - فانواتو |

## النتائج
| 31 أغسطس |  | أستراليا | 136–31 | تاهيتي |  |  |

| 1 سبتمبر |  | أستراليا | 88–75 | نيوزيلندا |  |  |

| 2 سبتمبر |  | نيوزيلندا | 119–53 | تاهيتي |  |  |

## البطولة
| 4 سبتمبر |  | أستراليا | 115–59 | نيوزيلندا |  |  |

## الترتيب النهائي
| الترتيب | الفريق    | السجل |
| ------- | --------- | ----- |
| 1       | أستراليا  | 3-0   |
| 2       | نيوزيلندا | 1-2   |
| 3       | تاهيتي    | 0-2   |

## جوائز
| البطل                |
| -------------------- |
| · أستراليا · للمرة 8 |